# Chambon-sur-Lac
Chambon-sur-Lac är en kommun i departementet Puy-de-Dôme i regionen Auvergne-Rhône-Alpes i centrala Frankrike. Kommunen ligger i kantonen Besse-et-Saint-Anastaise som tillhör arrondissementet Issoire. År 2022 hade Chambon-sur-Lac 407 invånare.

## Befolkningsutveckling
Antalet invånare i kommunen Chambon-sur-Lac
| Referens: INSEE |